# Herman Troost
Herman Troost (* 1943) ist ein niederländischer Politiker. Er ist Vorsitzender der Verenigde Senioren Partij (Vereinigte Senioren Partei, VSP).

## Leben
Troost kam erst in der zweiten Lebenshälfte in die Politik, als er Mitte der 1990er Jahre Mitglied des christdemokratischen CDA wurde. Er hatte in der Wirtschaft verschiedene Positionen im Marketing und Management inne, die ihn auch ins Ausland führten. Troost lebte längere Zeit in Frankreich, für einige Zeit auch in Deutschland. Zudem war er Reserveoffizier bei den Sanitätstruppen. 1999 verließ Troost den CDA wieder.
Durch seine Tätigkeit als Vorsitzender des Seniorenverbands „Centraal Orgaan Samenwerkende Bonden van Ouderen in Nederland“ (COSBO) in Nieuwegein kam Troost wieder in Kontakt mit der Politik und wurde 2002 für die VSP in den Stadtrat gewählt. 2004 übernahm er den nationalen Vorsitz der Partei. 
Bei den Parlamentswahlen von 2006 trat Troost als Spitzenkandidat an, die Partei holte jedoch nur 0,1 Prozent der Stimmen und erhielt keine Sitze im niederländischen Unterhaus.